# 增設車站
增設車站是指在現有的客運鐵路、地鐵或輕軌上加設新的鐵路車站以滿足現有車站之間的客運需求。如此將可使用現成的鐵路線，減少興建成本，同時提供更方便的車站吸引新乘客。許多舊式交通系統站距甚遠，並可由增設車站中得益。在一些情況下，新的增設車站會建於很久以前曾經設站的位置，例如芝加哥地鐵綠線的塞馬克-麥科米克廣場站。

## 增設車站例子

### 加拿大
- 多倫多
  - 北約克中心站，1987年
- 溫哥華
  - 湖城路站，2003年

### 中國大陸
- 北京市
  - 天通苑站（北京地铁5号线），2007年
  - 清河站（北京地铁13号线），2019年[2]
  - 周家庄站[3]（工程名为十八里店站，北京地铁17号线[4]），2021年
  - 看丹站（北京地铁16号线），2022年
  - 二里沟站（北京地铁6号线与16号线），2023年
  - 洪泰庄站（北京地铁16号线[5]），2023年
  - 朱房北站（北京地铁昌平线），2024年
  - 红庙站（北京地铁14号线），预计2026年
  - 望京南站（北京地铁首都机场线，规划中[6][7]）
  - 清华东路西口站（北京地铁13号线，建设中）
- 上海市
  - 亭林站（金山铁路），2012年
  - 陈翔公路站（上海轨道交通11号线，2020年）
  - 桂林路站（上海轨道交通15号线，2021年）
- 广州市
  - 一德路站（广州地铁6号线），2015年
  - 植物园站（广州地铁6号线），2017年
  - 柯木塱站（广州地铁6号线），2017年
  - 高增站（广州地铁3号线与广州地铁9号线），2017年
  - 清塘站（广州地铁9号线），2018年
  - 沙河站（广州地铁6号线），2024年

### 香港
- 上水站（九廣鐵路英段，現港鐵東鐵綫），1930年
- 大學站（九廣鐵路英段，現港鐵東鐵綫），1956年
- 旺角站、油麻地站（香港地鐵修正早期系統，現港鐵觀塘綫、荃灣綫），1979年
- 太子站（香港地鐵修正早期系統，現港鐵觀塘綫、荃灣綫），1982年
- 九龍塘站（九廣鐵路英段，現港鐵東鐵綫），1982年
- 大圍站（九廣鐵路英段，現港鐵東鐵綫），1983年
- 火炭站（九廣鐵路英段，現港鐵東鐵綫），1985年
- 太和站（九廣鐵路英段，現港鐵東鐵綫），1989年
- 藍田站（觀塘綫），1989年
- 南昌站（東涌綫），2003年
- 欣澳站（東涌綫），2005年

### 日本
- 千葉縣
  - 流山大鷹之森站，2005年（東武鐵道野田線）
- 大阪府
  - 新大阪站，1964年（東海道本線，JR京都線）
  - 綠地公園站，1975年（北大阪急行電鐵南北線）
- 廣島縣
  - 新白島站，2015年（廣島高速交通Astram線、JR西日本山陽本線）
- 東京都
  - 高輪Gateway站，2020年（JR東日本山手線/京濱東北線）
  - 虎之门Hills站，2020年（東京地下鐵日比谷線）
  - 妙典站，2000年（東京地下鐵東西線）
  - 溜池山王站，1997年（東京地下鐵銀座線）
- 富山縣
  - 新高岡站，2015年（城端線）
- 山口縣
  - 厚狹站，1999年（山陽新幹線）
- 愛知縣
  - 相見站，2012年（東海道本線）
  - 尾頭橋站，1995年（東海道本線）

### 馬來西亞
- KTM通勤鐵路
  - 甲洞United Point站（规划中）
  - 新街场吉隆坡马驹城站 （规划中）
  - 加影新城站，2023年
  - 阿都拉胡坤站，2018年
  - 谷中城站，2004年
  - 吉隆坡中央車站，2001年
  - 武吉阿曼站（规划中，2019提出）[8]

### 荷蘭
- 鹿特丹
  - 威廉明娜廣場站（英语：Wilhelminaplein metro station），1997年

### 新加坡
- 杜弗地鐵站（新加坡地鐵東西線），2001年
- 坎貝拉地鐵站（新加坡地鐵南北線），2019年
- 建國先賢紀念園地鐵站（新加坡地鐵湯申－東海岸線），2025年
- 謙道地鐵站（新加坡地鐵濱海市區線），2025年
- 紅磚地鐵站，TBC
- 雙溪加株地鐵站（英语：Sungei Kadut MRT station），TBC
- 武吉布朗地鐵站（新加坡地鐵環線），TBC

### 韓國
- 韓國鐵道公社
  - 二梅站，2004年
  - 龍頭站，2005年
  - 東廟站，2005年
  - 竹田站，2007年
  - 堂井站，2010年
  - 江梅站，2014年
  - 元興站，2014年
  - 達月站，2014年

### 西班牙
- 馬德里
  - 運河站（英语：Canal (Madrid Metro)），1998年
  - 尤金尼亞-德蒙蒂奧站（英语：Eugenia de Montijo (Madrid Metro)），1999年

### 臺灣
- 新竹縣
  - 北湖車站，2012年
- 基隆市
  - 三坑車站，2003年
  - 百福車站，2007年
  - 八斗子車站，2016年
- 新北市
  - 汐科車站，2007年
  - 南樹林車站，2015年
  - 三姓橋車站，2016年
- 台中市
  - 新烏日車站，2006年
  - 栗林車站，2018年
  - 頭家厝車站，2018年
  - 松竹車站，2018年
  - 精武車站，2018年
  - 五權車站，2018年
- 台南市
  - 仁德車站，2014年

### 英國
- 列茲
  - 布利公園站（英语：Burley Park station），1992年
  - 柯克斯托熔爐站（英语：Kirkstall Forge station），2016年
- 倫敦
  - 溫布利公園站，1893年
  - 男爵宮站，1905年
  - 普雷斯頓路站，1908年
  - 沼澤公園站，1910年
  - 史丹佛溪站，1912年
  - 北哈羅站，1915年
  - 諾斯維克公園站，1923年
  - 南肯頓站，1933年
  - 諾斯伍德山站，1933年
  - 羅丁谷站，1936年
  - 布甸磨坊里站，1996年
  - 朗頓公園站，2007年
  - 伍德巷站，2008年
  - 素里運河路站（英语：Surrey Canal Road station）
- 利物浦
  - 利物浦南公園道站（英语：Liverpool South Parkway railway station），2006年
- 紐卡斯爾
  - 諾森伯蘭公園站（英语：Northumberland Park Metro station），2005年

### 美國
- 匹茲堡
  - 第一大道站（英语：First Avenue station (PAAC)），2001年
- 波士頓
  - 綠街站，1912年
  - 阿靈頓站，1921年
  - 查爾斯／麻省總醫院站，1932年
  - 科學公園站，1955年
  - 昆西·阿當斯站（英语：Quincy Adams station），1983年
  - 蘭斯唐站（英语：Lansdowne station (MBTA)），1988年，2019年改名
  - 組裝廠站，2014年
  - 費爾蒙特線（英语：Fairmount Line）
    - 塔爾波特大道線（英语：Talbot Avenue station），2012年
    - 新市場站（英语：Newmarket station (MBTA)）及四角／日內瓦站（英语：Four Corners/Geneva station），2013年[9][10]
    - 藍山大道站（英语：Blue Hill Avenue station），2019年

  - 波士頓著陸站（英语：Boston Landing station），2017年
  - 波士頓西站（英语：West Station (MBTA station)），計劃2040年
- 華盛頓特區
  - 諾瑪-高立德大學站，2004年
  - 摩根林蔭路站（英语：Morgan Boulevard Station）及拉戈鎮中心站（英语：Largo Town Center station），2004年
  - 波多馬克車場站（英语：Potomac Yard station），計劃2021年
  - 波多馬克海岸站（英语：Potomac Shores station），維珍尼亞鐵路特快，興建中[11]
- 舊金山
  - 費爾費爾德-瓦卡維爾站（英语：Fairfield–Vacaville station）
  - 舊金山灣區捷運
    - 內河碼頭站，1976年
    - 西都柏林／普萊森頓站（英语：West Dublin/Pleasanton station），2011年

  - 索諾馬-馬林地區軌道交通
    - 諾瓦托市中心站（英语：Novato Downtown station），2019年
    - 佩塔魯馬北站（英语：Petaluma North station），計劃中
- 聖迭戈
  - 海灣／E街站（英语：Bayfront/E Street station），1986年
  - 美國廣場站（英语：America Plaza station），1991年
  - 芬頓公園道站（英语：Fenton Parkway station），2000年
- 洛杉磯
  - 飛行／96街站（英语：Aviation/96th Street station），計劃中
  - 普萊森蒂亞站（英语：Placentia station），計劃中
- 芝加哥
  - 摩根站（英语：Morgan station (CTA)），2012年
  - 奧克頓-斯科基站（英语：Oakton–Skokie station），2012年
  - 塞馬克-麥科米克廣場站（英语：Cermak–McCormick Place station），2015年
  - 達門站（英语：Damen (CTA Green Line)）（芝加哥地鐵綠線），2021年
- 鹽湖城
  - 南街900號站（英语：900 South (UTA station)），2005年
  - 桑迪博覽站（英语：Sandy Expo (UTA station)），2006年
  - 北廟站（英语：North Temple (UTA station)），2012年
- 聖路易斯
  - 東河畔站（英语：East Riverfront station），1994年
  - 科特斯站（英语：Cortex station），2018年
- 紐約市
  - 費爾費爾德站（英语：Fairfield station (Metro-North)），2011年
  - 西哈芬站（英语：West Haven station），2013
  - 第十大道車站 (IRT法拉盛線)（英语：10th Avenue (IRT Flushing Line)），計劃中
- 克里夫蘭
  - 西3街站（英语：West 3rd station），1999
- 明尼阿波利斯
  - 美洲林蔭路站（英语：American Boulevard station），2009年
  - 目標田站（英语：Target Field station），2009年，2014年
- 波特蘭
  - 商場／西南第4大道及商場／西南第5大道站（英语：Mall/Southwest 4th Avenue and Mall/Southwest 5th Avenue stations），1990－2020年
  - 會議中心站（英语：Convention Center station (TriMet)），1990年
  - 公民徑站（英语：Civic Drive station），2010年